# Smolany Sadek
Smolany Sadek – przysiółek wsi Nowosady w Polsce położona w województwie podlaskim, w powiecie hajnowskim, w gminie Hajnówka. 
W latach 1975–1998 przysiółek administracyjnie należał do województwa białostockiego.
Według stanu z 31 grudnia 2012 mieszkało tu 22 stałych mieszkańców.

## Historia
Smolany Sadek to osada powstała pierwotnie jako uroczysko, założono ją w XVIII w. Pierwszym znanym mieszkańcem Smolanego Sadku (1795) był strażnik Puszczy Białowieskiej Daniło Wróblewski (prawdopodobnie od jego rodziny pochodziła gwarowa nazwa wsi nazwa wsi Worobieje). Przed wsią stały prawosławne krzyże wotywne w celu ochrony wsi i mieszkańców. Na południowy wchód od wsi na delikatnym wzniesieniu znajdował się drewniany wiatrak. 
Smolany Sadek i pobliskie niewielkie wsie były zakładane w celu opieki nad Puszczą Białowieską przez leśną straż, zwaną także strażą augustowską.
Po uwłaszczeniu chłopów w 1861 r. mieszkańcy wsi nabywali grunty w pobliżu wsi. Na mapach rosyjskich z 1866 roku miejscowość widnieje pod nazwą Stare Nowosady, choć najprawdopodobniej nazwa ta powstawała w wyniku błędu. W 1885 roku we wsi znajdowało się 7 domostw.
Według spisu ludności z 30 września 1921 roku w Smolanym Sadku zamieszkiwało 30 osób, wszyscy mieszkańcy zadeklarowali wyznanie prawosławne, gdzie 29 osób wskazało narodowość Białoruską i 1 osoba Rosyjską.

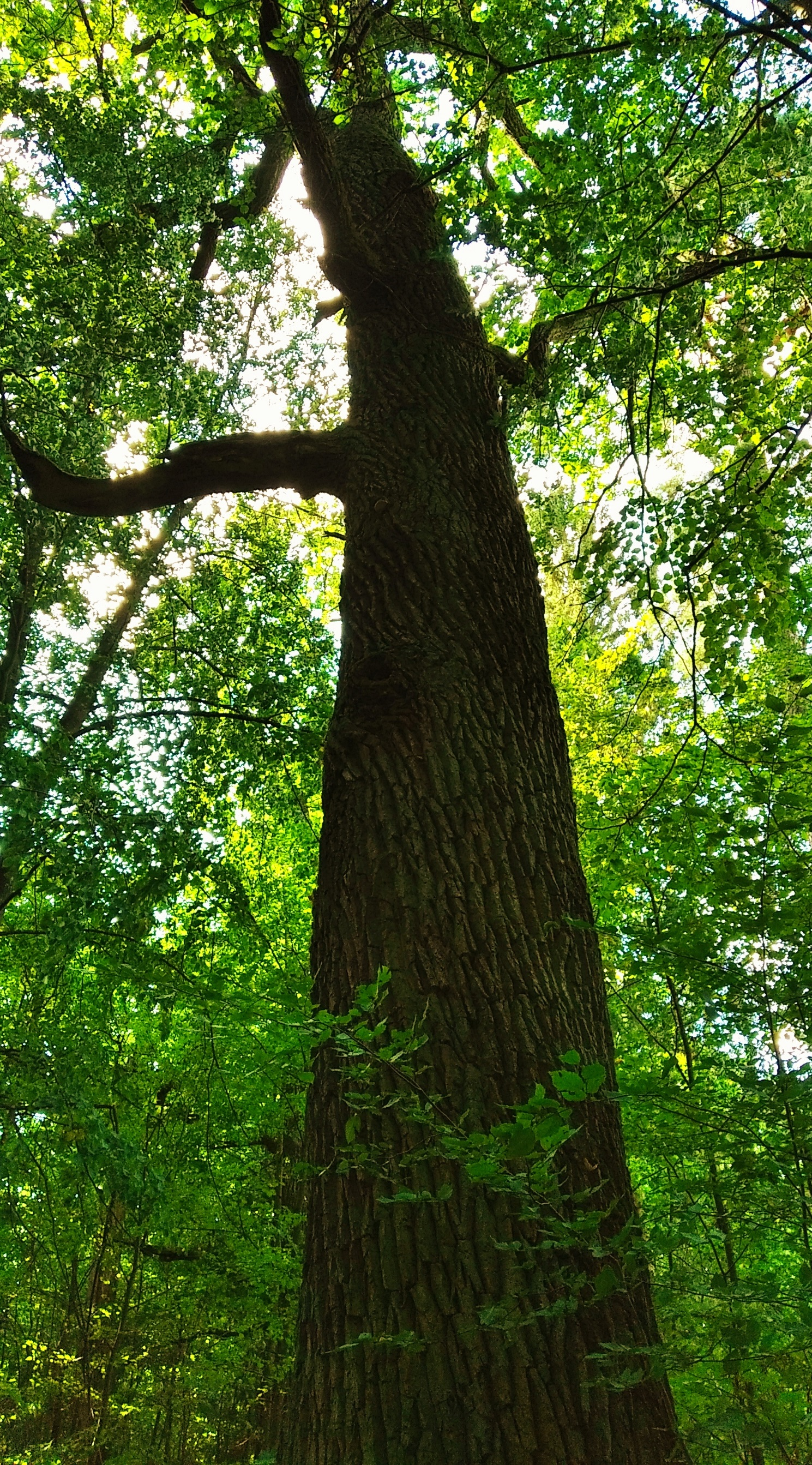
200 letni dąb na skraju lasu

10 czerwca 1942 Niemcy zmusili mieszkańców do opuszczenia gospodarstw w ciągu czterech godzin. Wieś hitlerowcy doszczętnie spalili. 
Obecnie miejscowość układa się w typowy dla okolic kształt ulicówki, a we wsi znajduje się 10 domostw (stan na rok 2024). Na północ od wsi w oddziale leśnym 73D rosną ponad 200 letnie dęby, leży kilka głazów narzutowych oraz znajduje się aleja lip mająca ponad 350 metrów długości, biegnąca prostopadle do miejscowości na skraju Puszczy Ladzkiej.

Aleja lipowa za wsią Smolany Sadek
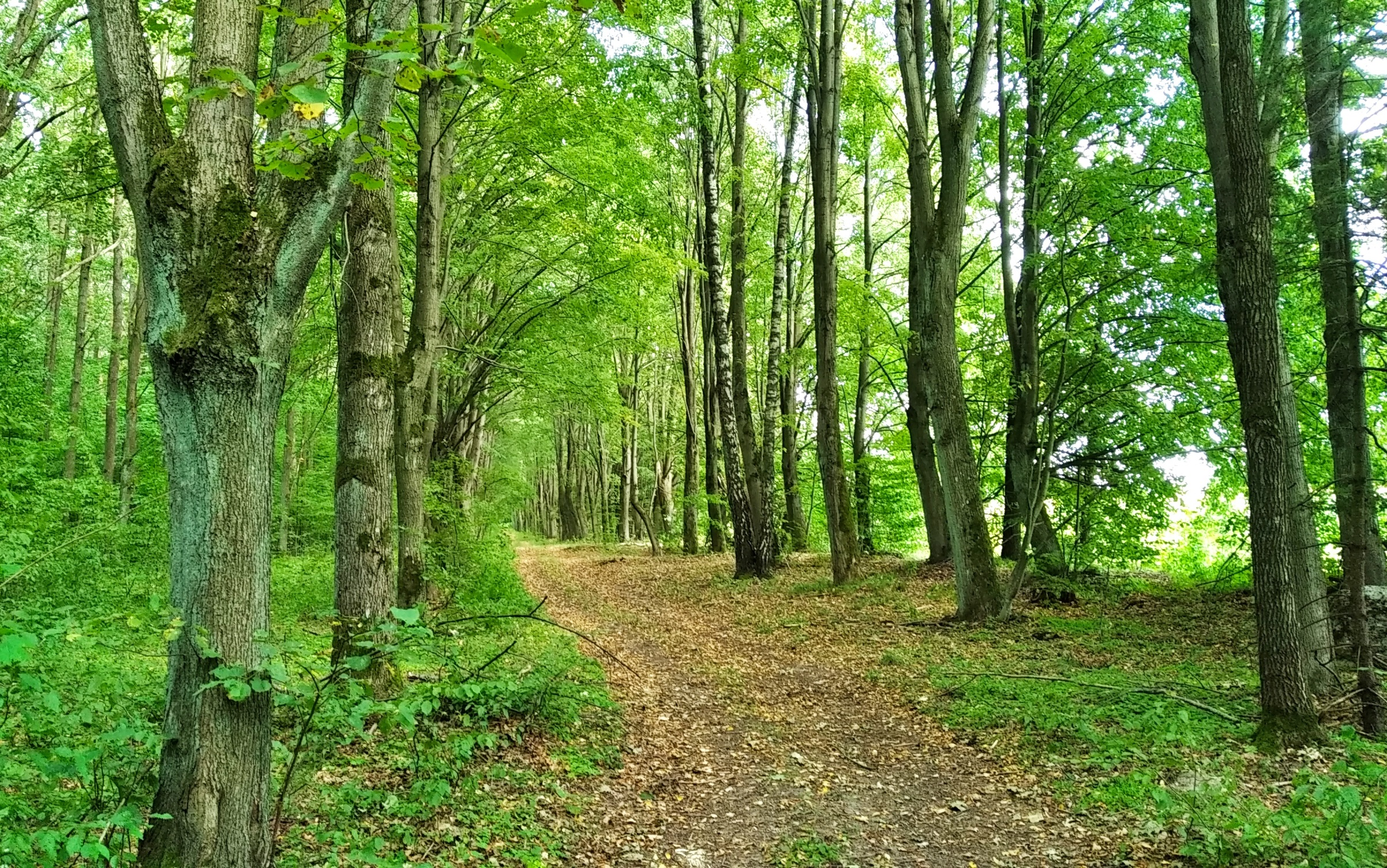
Aleja Lip o długości ok. 350 metrów
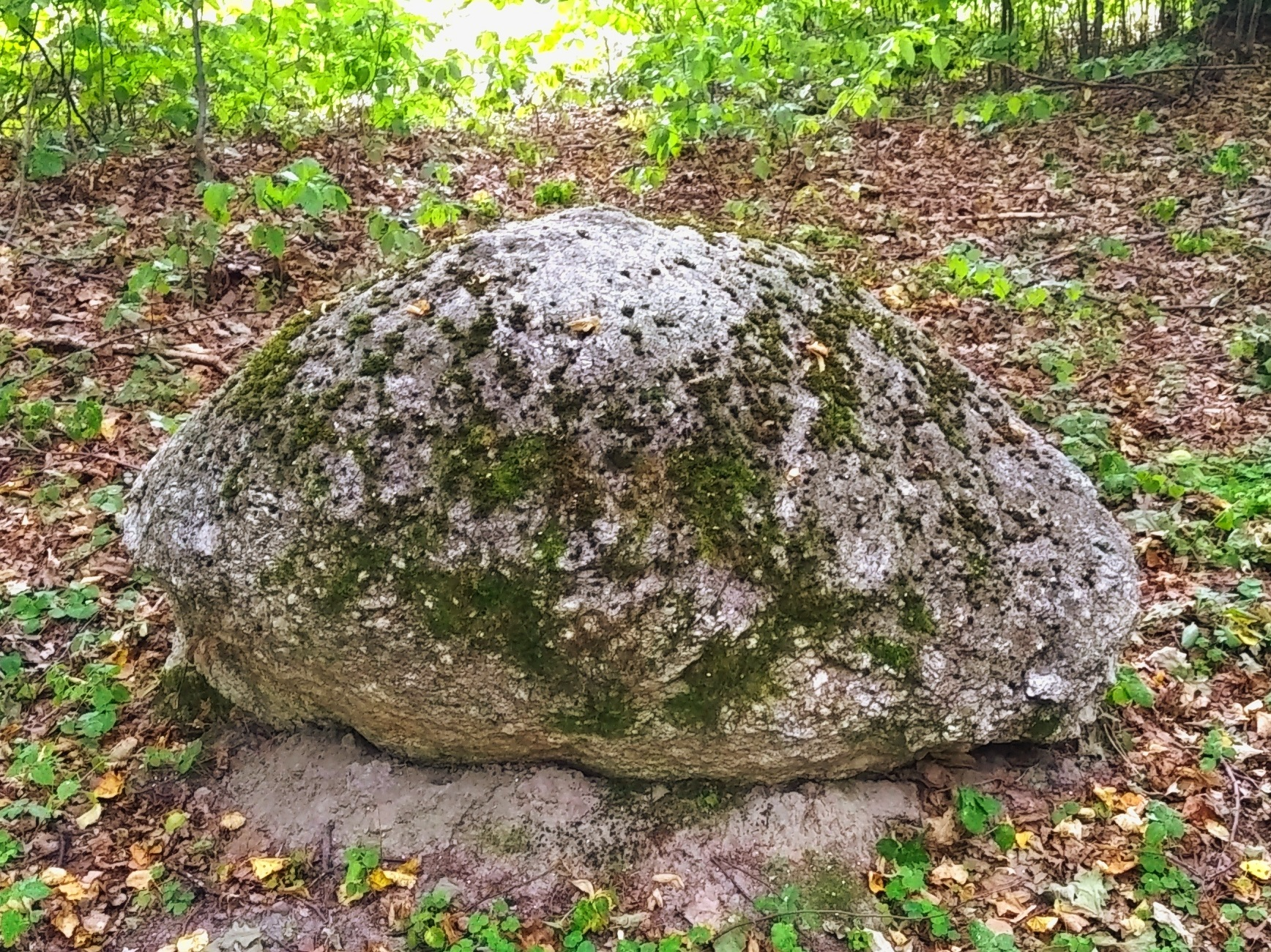
Głaz narzutowy

## Religia
Prawosławni mieszkańcy wsi należą do parafii Zaśnięcia Najświętszej Maryi Panny w Dubinach, a wierni kościoła rzymskokatolickiego do parafii św. Jana Chrzciciela w Narewce.